# Herbais
Herbais est un hameau de la partie orientale du Brabant wallon, en Belgique. Autrefois partie du village de Piétrain il fait aujourd’hui administrativement partie, avec Piétrain de la commune et ville de Jodoigne, en Région wallonne de Belgique.

## Patrimoine
- Le tumulus d'Herbais, sur le chemin conduisant à Piétrain, est une ancienne tombe de la période gallo-romaine.

- La chapelle Sainte-Catherine, datant du XIIIe siècle faisant partie du domaine de l’ancienne seigneurie d’Herbais.